# Santa Rita (Esmeraldas)
Santa Rita ist eine Ortschaft und eine Parroquia rural („ländliches Kirchspiel“) im Kanton San Lorenzo der ecuadorianischen Provinz Esmeraldas. Die Parroquia besitzt eine Fläche von 81,32 km². Beim Zensus im Jahr 2010 betrug die Einwohnerzahl 1639.

## Lage
Die Parroquia Santa Rita liegt im Küstentiefland im Nordwesten von Ecuador. Der Río Bogota durchquert das Verwaltungsgebiet in nordwestlicher Richtung. Der Hauptort Santa Rita befindet sich 24 km südsüdöstlich vom Kantonshauptort San Lorenzo am Linksufer des Río Bogota. Die Fernstraße E10 (Ibarra-San Lorenzo) führt östlich an den beiden größeren Orten Santa Rita und San Francisco vorbei.
Die Parroquia Santa Rita grenzt im Nordwesten und im Nordosten an die Parroquia Carondelet, im Osten an die Parroquia Tululbí, im Südosten an die Parroquia Alto Tambo, im Süden an die Parroquia Urbina sowie im Nordwesten an die Parroquia San Javier de Cachaví.

## Orte und Siedlungen
Neben dem Verwaltungssitz Santa Rita gibt es den noch größeren Ort San Francisco.